# Verordening (België)
In het Brussels Hoofdstedelijk Gewest worden de wetgevende bepalingen bij wege van ordonnantie genomen voor de gewestaangelegenheden. De normen die door het Brussels Hoofdstedelijk Parlement goedgekeurd worden en die agglomeratiebevoegdheden uitoefenen, worden verordeningen genoemd. Een verordening kan in het Brussels Hoofdstedelijk Gewest ook genomen worden wat betreft 'gemeenschaps'-materies (met name op vlak van cultuur, jeugd en sport of welzijn en gezondheid of onderwijs en vorming), op deze vlakken kunnen dan enkel de verschillende deelraden van het Brussels Hoofdstedelijk Parlement verordeningen uitvaardigen die gelden voor hun eigen taalgemeenschap. 
Het gaat hier enerzijds om de Raad van de Vlaamse Gemeenschapscommissie die samengesteld is uit de 17 leden van de Nederlandse taalgroep van het Brussels Hoofdstedelijk Parlement, uitgebreid met 5 aanvullende leden (22 in totaal) en anderzijds om de Raad van de Franse Gemeenschapscommissie ofwel het ‘Parlement francophone bruxellois’ die bestaat uit de 72 leden van de Franse taalgroep in het Brussels Hoofdstedelijk Parlement.
De Verenigde Vergadering van de Gemeenschappelijke Gemeenschapscommissie is samengesteld uit de 89 leden van het Brussels Hoofdstedelijk Parlement.  De 89 Brusselse volksvertegenwoordigers zetelen dus zowel in het Brussels Parlement als in de Verenigde Vergadering van de Gemeenschappelijke Gemeenschapscommissie.